# Argyrostrotis
Argyrostrotis là một chi bướm đêm thuộc họ Erebidae.

## Các loài
- Argyrostrotis anilis Drury, 1773
- Argyrostrotis carolina J.B. Smith, 1905
- Argyrostrotis contempta Guenée, 1852
- Argyrostrotis deleta Guenée, 1852
- Argyrostrotis diffundens Walker, 1858
- Argyrostrotis erasa Guenée, 1852
- Argyrostrotis flavistriaria Hübner, 1831
- Argyrostrotis herbicola Guenée, 1852
- Argyrostrotis quadrifilaris Hübner, 1831
- Argyrostrotis sylvarum Guenée, 1852